# Northern Peninsula Area
Koordinaten: 10° 53′ S, 142° 23′ O

Die Northern Peninsula Area (Region) ist ein lokales Verwaltungsgebiet (LGA) im australischen Bundesstaat Queensland. Das Gebiet ist 1052 km² groß und hat etwa 2800 Einwohner.

## Geografie
Die Region liegt an der Spitze der Kap-York-Halbinsel im äußersten Nordosten des Staats etwa 2200 km nördlich der Hauptstadt Brisbane. Sie besteht aus einem größeren zusammenhängenden Teil an der Nordwestseite und einem kleineren Gebiet an der Ostseite der Inselspitze.
Größte Ortschaft und Verwaltungssitz der LGA ist Bamaga mit etwa 1200 Einwohnern. Zur Region gehören außerdem Injinoo, New Mapoon, Seisia, Umagico.

## Geschichte
Der Regional Council der Northern Peninsula Area wurde 2008 als Zusammenschluss von fünf Aboriginal Councils (Bamaga Island, Injinoo, New Mapoon, Seisia Island und Umagico) gegründet.

## Verwaltung
Der Northern Peninsula Area Regional Council hat sechs Mitglieder. Fünf Councillor werden von den Bewohnern der fünf Divisions (Wahlbezirke) gewählt (Bamaga, Injinoo, New Mapoon, Seisia und Umagico). Der Ratsvorsitzende und Mayor (Bürgermeister) wird zusätzlich von allen Bewohnern der Region gewählt.